# Henry Kolm
Henry Herbert Kolm (9 tháng 9 năm 1924 ở Vienna – 29 tháng 7 năm 2010 ở Concord, Massachusetts) là một nhà vật lý người Mỹ cộng tác với Viện Công nghệ Massachusetts (MIT) trong nhiều năm, với chuyên môn sâu về nam châm công suất cao và từ trường mạnh.

## Nhà khoa học cao cấp tại MIT
Henry Kolm là một cộng sự lâu năm của Phòng thí nghiệm Nam châm Quốc gia Francis Bitter. Như vậy, mục tiêu của ông là tạo ra và ứng dụng từ trường cao. Ông cũng chuyên về nâng từ trường cho các ứng dụng chuyển tuyến và các khái niệm phóng không gian điện từ khác nhau bao gồm MIT Mass Driver 1 (1976–1977), tiếp tục vào những năm 1980.
Trong những năm qua, ông làm việc chung với Francis Bitter, Gerard K. O'Neill và Eric Drexler, cùng với những người khác.

## Nhận xét về phương pháp thẩm vấn
Trong chuyên mục op-ed, Frank Rich đã dẫn lời Kolm nói như sau, "Chúng tôi nhận được nhiều thông tin hơn từ một vị tướng người Đức bằng một trò cờ vua hoặc Ping-Pong so với họ ngày nay, bằng đòn tra tấn của họ", kể lại trải nghiệm của ông khi đang thẩm vấn Đại tá Rudolf Hess, cố vấn quân sự riêng của Hitler (đừng nhầm lẫn với Rudolf Hess, cấp phó của Hitler) trên bàn cờ.